# Old Kirk Braddan

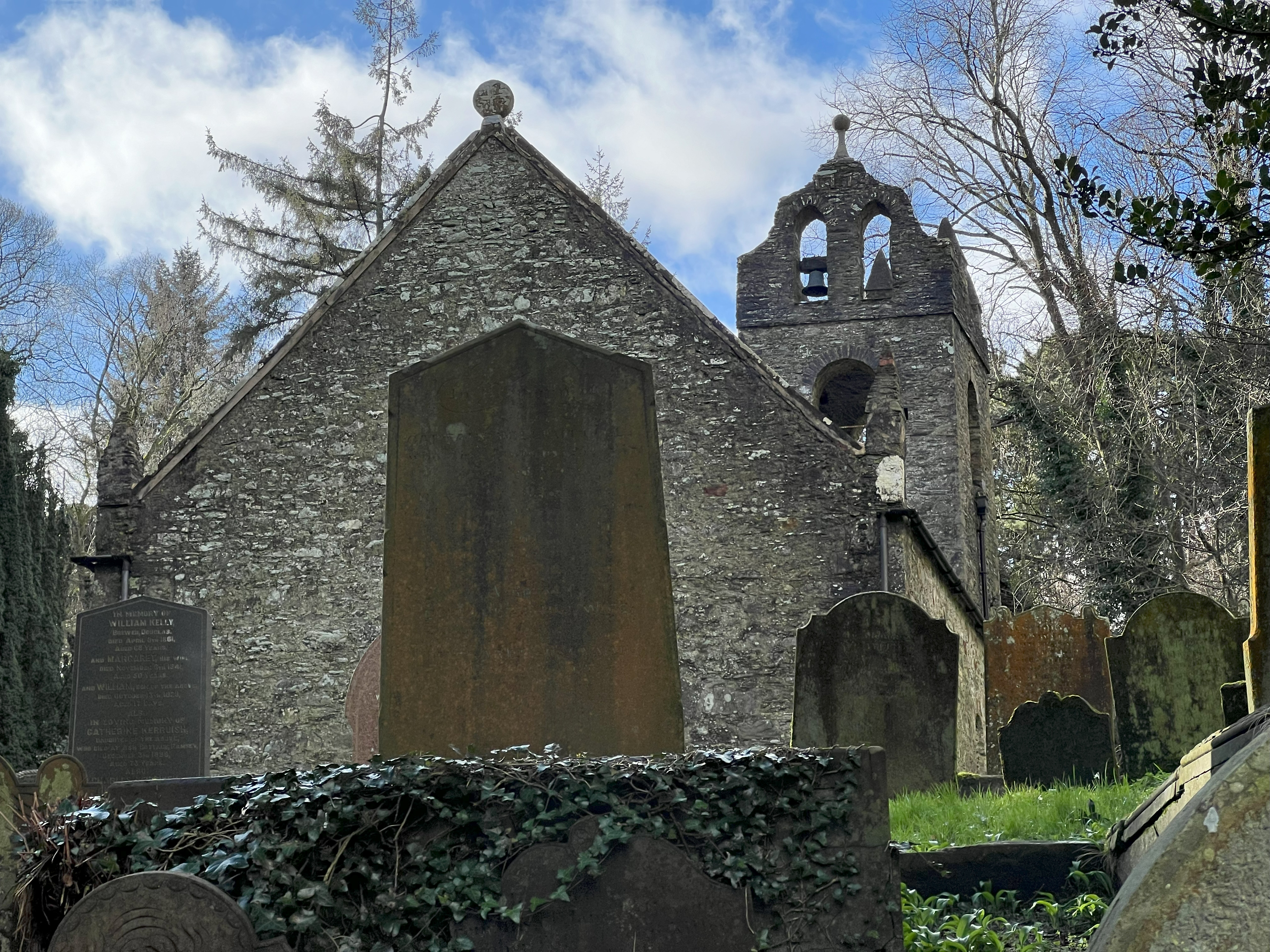
Old Kirk Braddan vanuit het oosten.

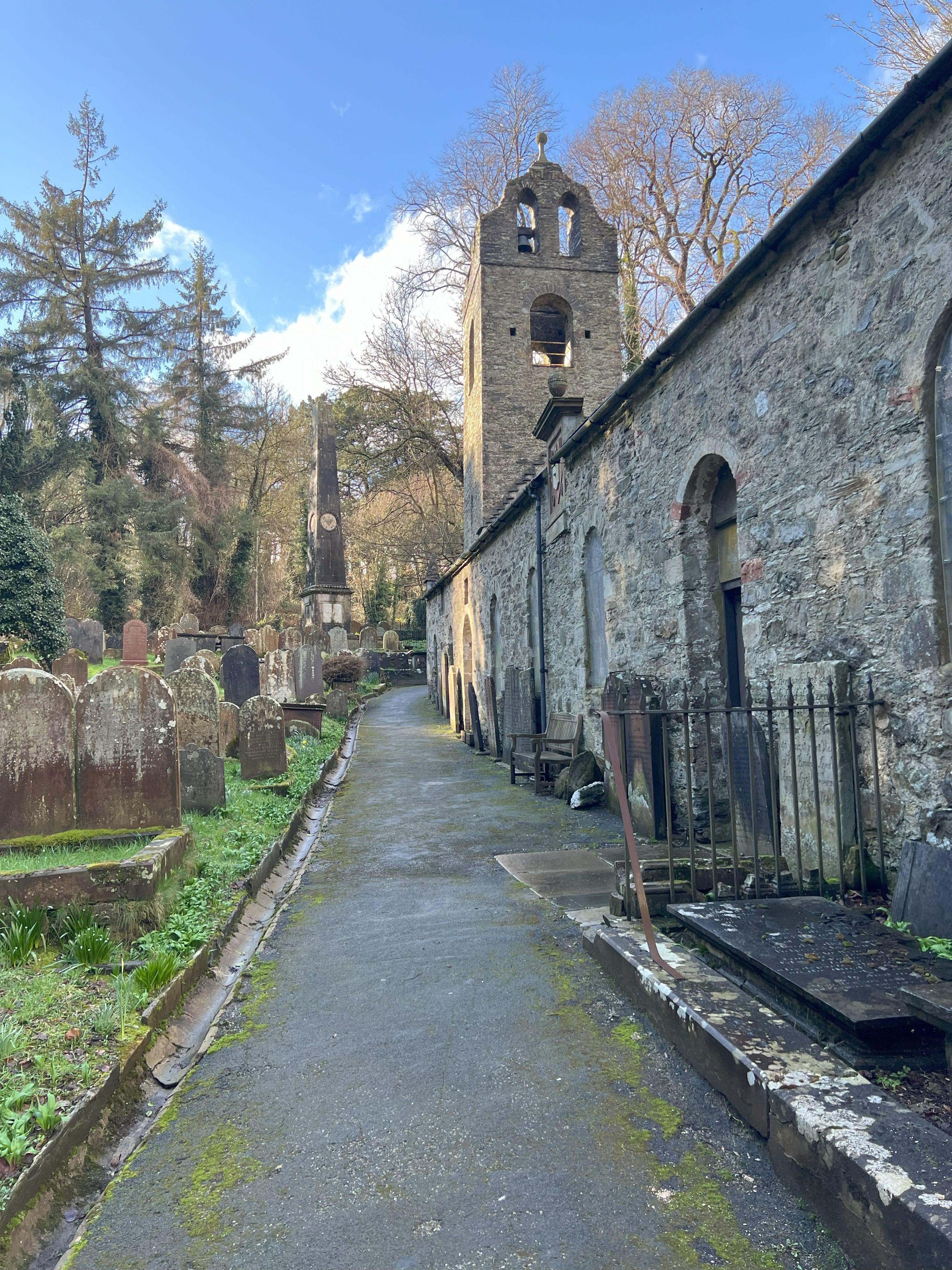
Zuidzijde met hoofdingang.

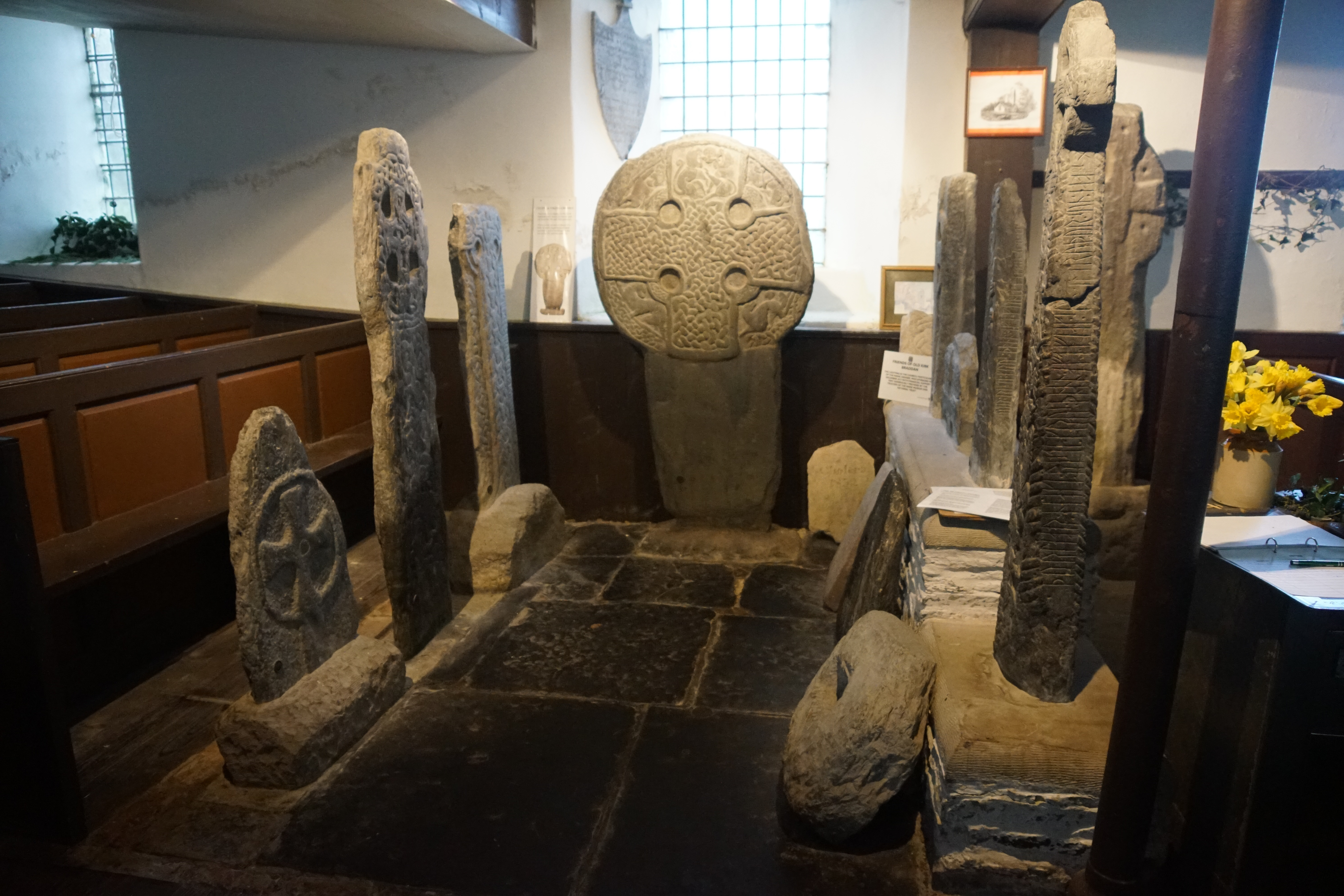
De verzameling Viking-kruisen.

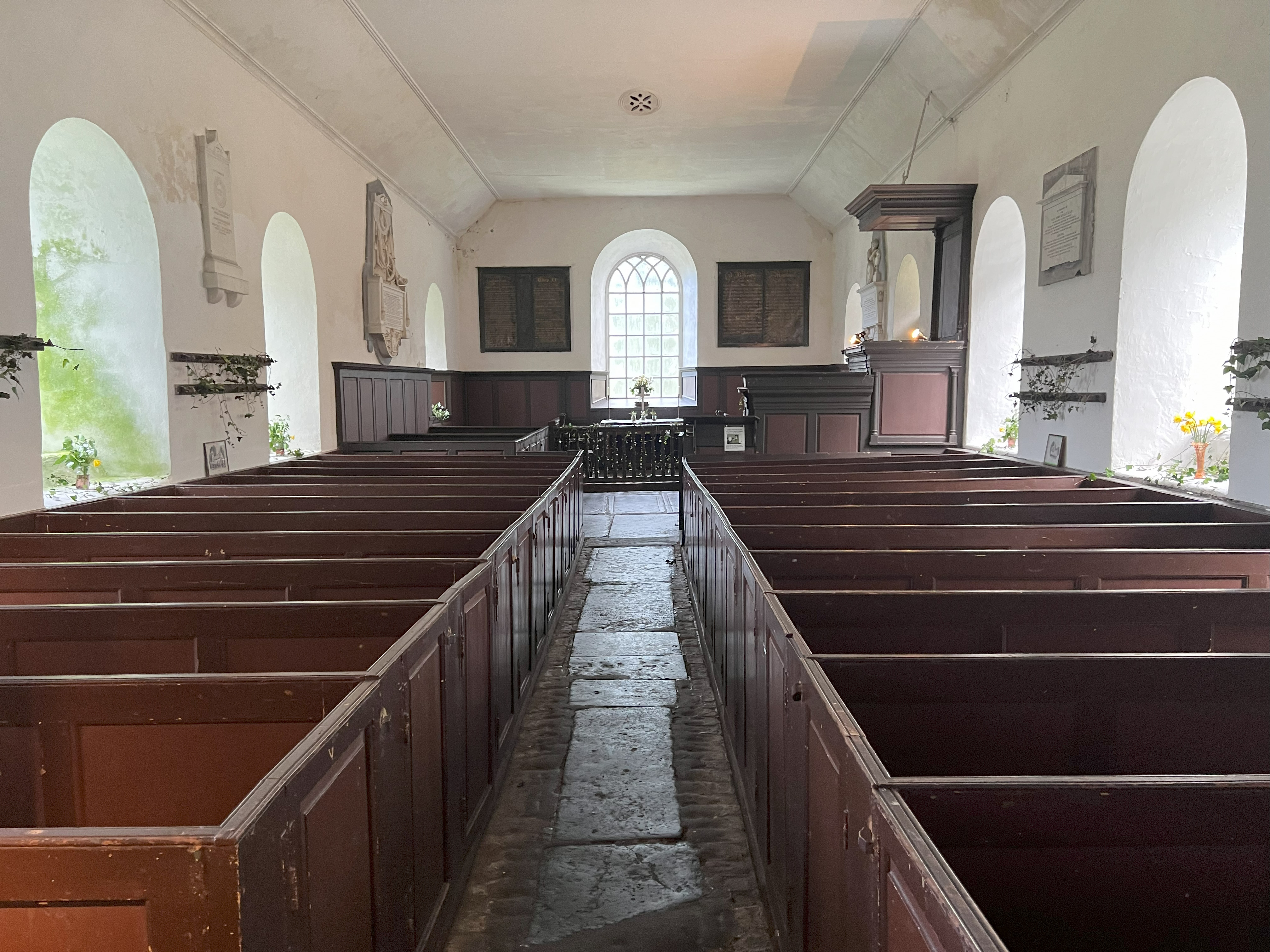
Interieur.

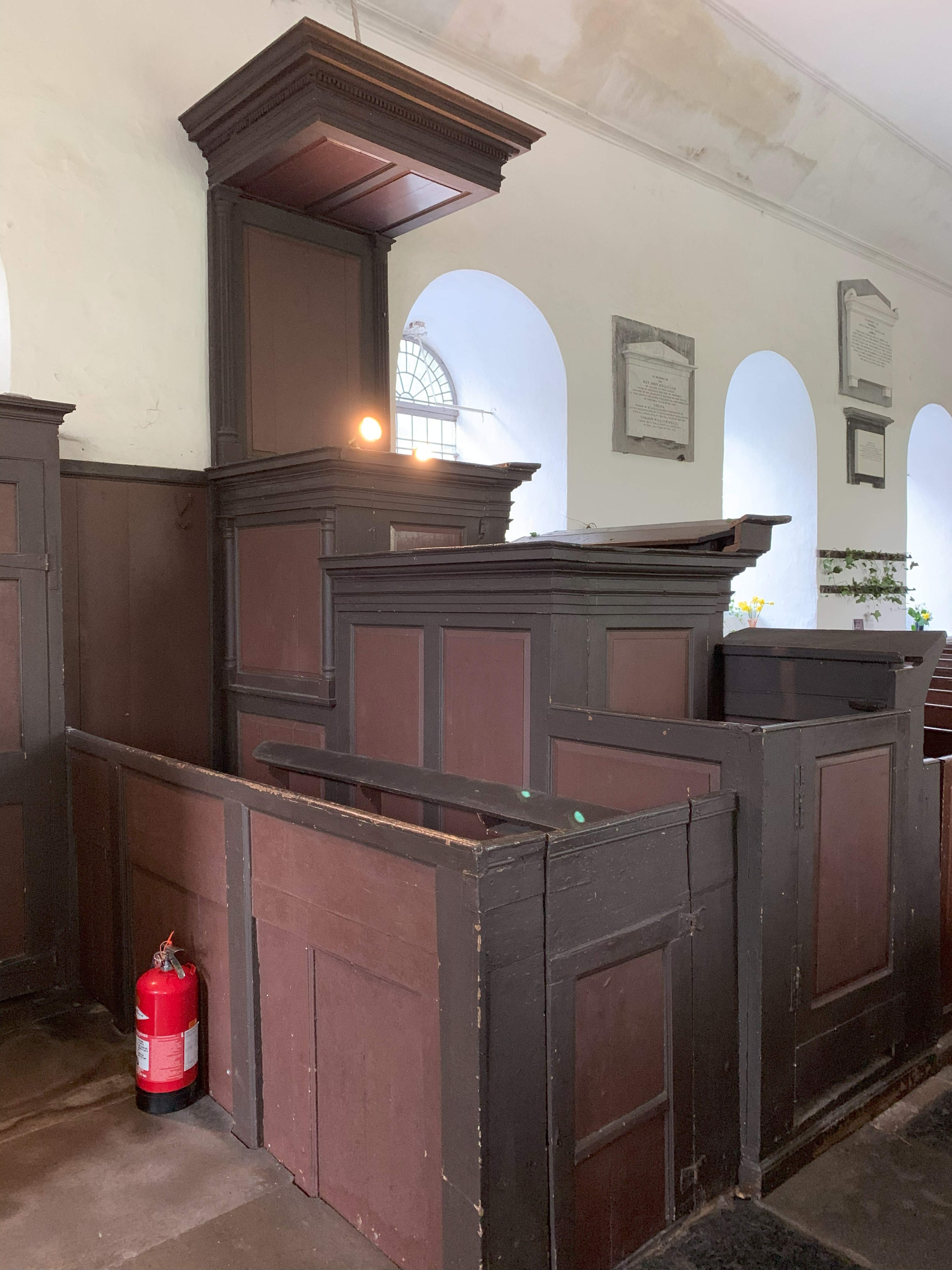
De preekstoel met drie niveaus.

Old Kirk Braddan is een vermoedelijk van oorsprong twaalfde- of dertiende-eeuwse kerk, gelegen in de parish Braddan, aan westzijde van Douglas, de hoofdstad van het eiland Man. De kerk wordt gezien als de moederkerk van Douglas.
De kerk is gewijd aan Sint-Brandaan, waarvan in de lokale folklore gezegd wordt dat hij overleed op Man. Het is onbekend waar hij is overleden.

## Geschiedenis
Old Kirk Braddan stamt hoogstwaarschijnlijk uit de twaalfde of dertiende eeuw, toen het parish-systeem op Man werd opgezet. Gezien het feit dat de kerk is opgetrokken uit puinsteen met slechts een paar lateien van graniet maakt het de datering van de kerk vrijwel onmogelijk. De muren van het schip lijken origineel; de zuidmuur en de oostmuur van het koor werden in de late achttiende eeuw herbouwd. 
De oudste referentie naar de kerk van Braddan komt uit 1291 als bisschop Mark van Sodor er een synode houdt.
In 1704 werd het oostelijk raam in het koor vernieuwd door bisschop Wilson. In 1737 werd in de kerk een galerij gebouwd aan de westzijde, die in 1861 werd vergroot. De kerk werd vergroot aan de oostzijde in de jaren zeventig van de achttiende eeuw. Het dak werd hernieuwd in 1782. Tevens werd er in 1774 een toren gebouwd aan de westzijde met erbovenop een dubbel klokkentorentje, wat erop wijst dat men het concept van een klokkentoren niet begreep. De toren was pas de derde toren op het eiland waar men ook in kon; de eerste twee waren die van de kathedraal van Peel en de ronde toren van Peel Castle.
Het interieur werd ook vernieuwd naar georgiaanse stijl, waaronder de preekstoel.
De kerk bleef echter te klein voor de parochie en tussen 1871 en 1876 werd de New Kirk Braddan (coördinaten: 54°09'42.3"N 4°30'26.7"W) gebouwd naar een ontwerp van J.L. Pharson ten noorden van de Old Kirk Braddan, aan de overkant van de weg.

## Beschrijving
Old Kirk Braddan is gelegen aan de westzijde van Peel Road en ten zuiden van Saddle Road. De kerk heeft een rechthoekige plattegrond en is west-oostelijk georiënteerd. Aan de westzijde bevindt zich een toren waar bovenop een dubbel klokkentorentje is geplaatst. Op de hoeken van de kerk en op de hoeken van de toren zijn pinakels geplaatst, typisch voor de barok op het eiland in de achttiende eeuw. De toren heeft een deur met een simpel bovenlicht aan de westzijde, die leidt naar de westgalerij in de kerk. De begane grond van de toren dient als sacristie, waar zich een kluis bevindt uit 1817, en is toegankelijk vanuit de kerk. Het raam in de zuidmuur lijkt een voormalige deur.
Op de oostgevel bevindt zich een kruis dat vermoedelijk uit de twaalfde eeuw dateert, voorzien van de kruisbloem aan de oostzijde en een kruisigingsscene op de westzijde. Op de zuidmuur bevindt zich een zonnewijzer die vermoedelijk werd gemaakt door Charles Swinnerton. De hoofdingang van de kerk is een deur in het midden van de zuidmuur.
Het interieur is vrijwel geheel georgiaans op de middeleeuwse collectie stenen kruisen na die er sinds 1907 in het schip staan. Het plafond is vlak waarbij aan de noord- en zuidzijde koven zijn aangebracht. Aan de westzijde bevindt zich een galerij die vanuit de toren kan worden bereikt. De kerk beschikt over kerkbanken met deurtjes afgesloten worden. De preekstoel, die zich tegen de zuidmuur bevindt, bestaat uit drie niveaus, waarbij het laagste niveau plaats biedt aan de klerk, het middelste niveau gebruikt wordt door de voorganger en het hoogste niveau gebruikt wordt voor de preek. Aan de oostzijde bevindt zich een communietafel. In de noordwestelijke hoek van de kerk staat het doopvont gemaakt uit graniet. In de kerk hangen een aantal grafmonumenten uit de late achttiende en negentiende eeuw.
De kerk ligt midden op een begraafplaats die ouder is dan de kerk. Het grootste grafmonument, een obelisk op een vierkante blok met panelen, ontworpen door George Stewart, is van Henry Murray, luitenant-gouverneur van Man, die in 1805 overleed. De grafstenen zijn voornamelijk uit de zeventiende, achttiende en negentiende eeuw. Ertussen bevinden zich een drietal graven uit de negentiende eeuw die omsloten zijn door muren en ijzeren poortjes. Ook zijn er een aantal open altaartombes en tafeltombes aanwezig.

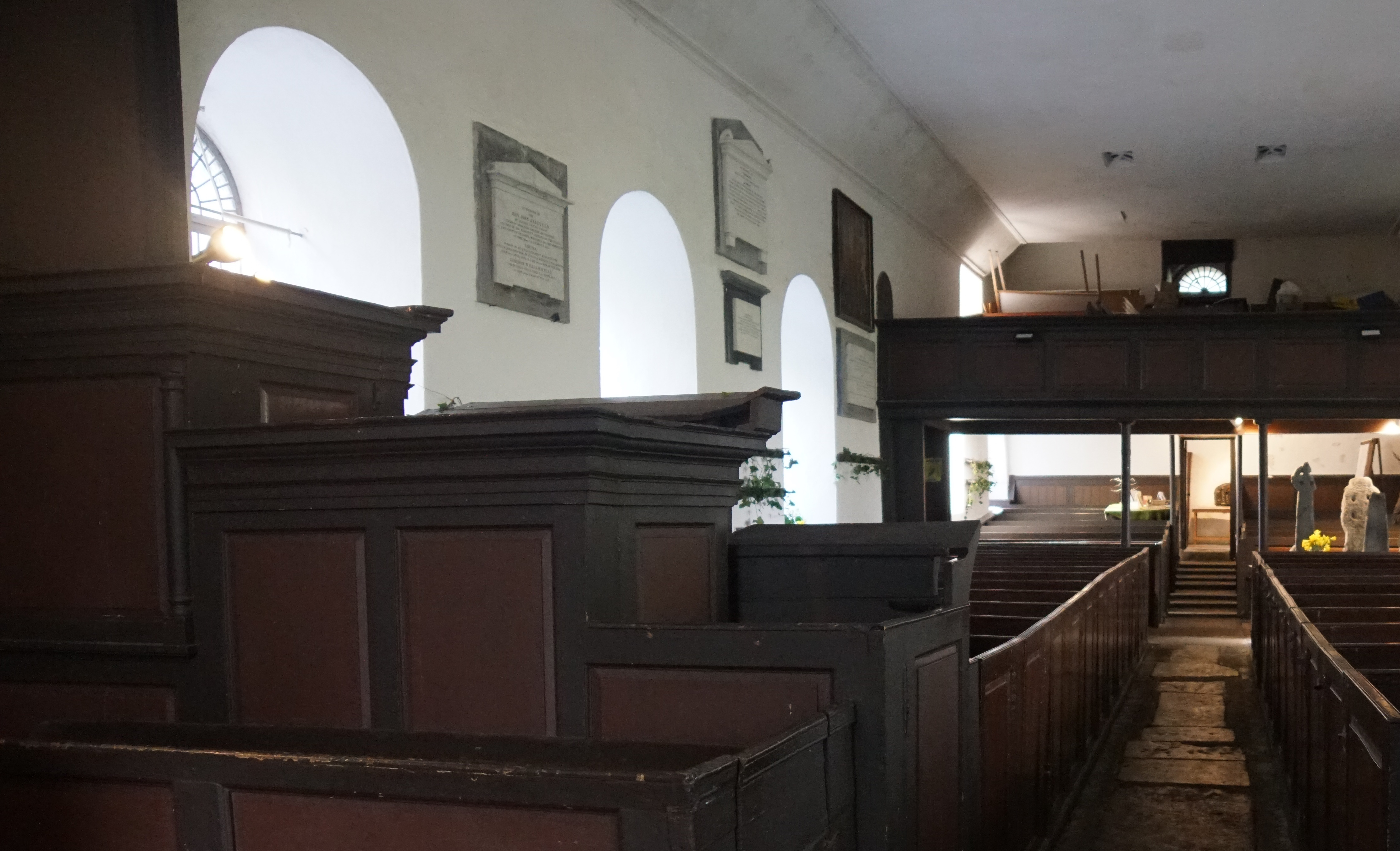
Interieur met de westelijke galerij.
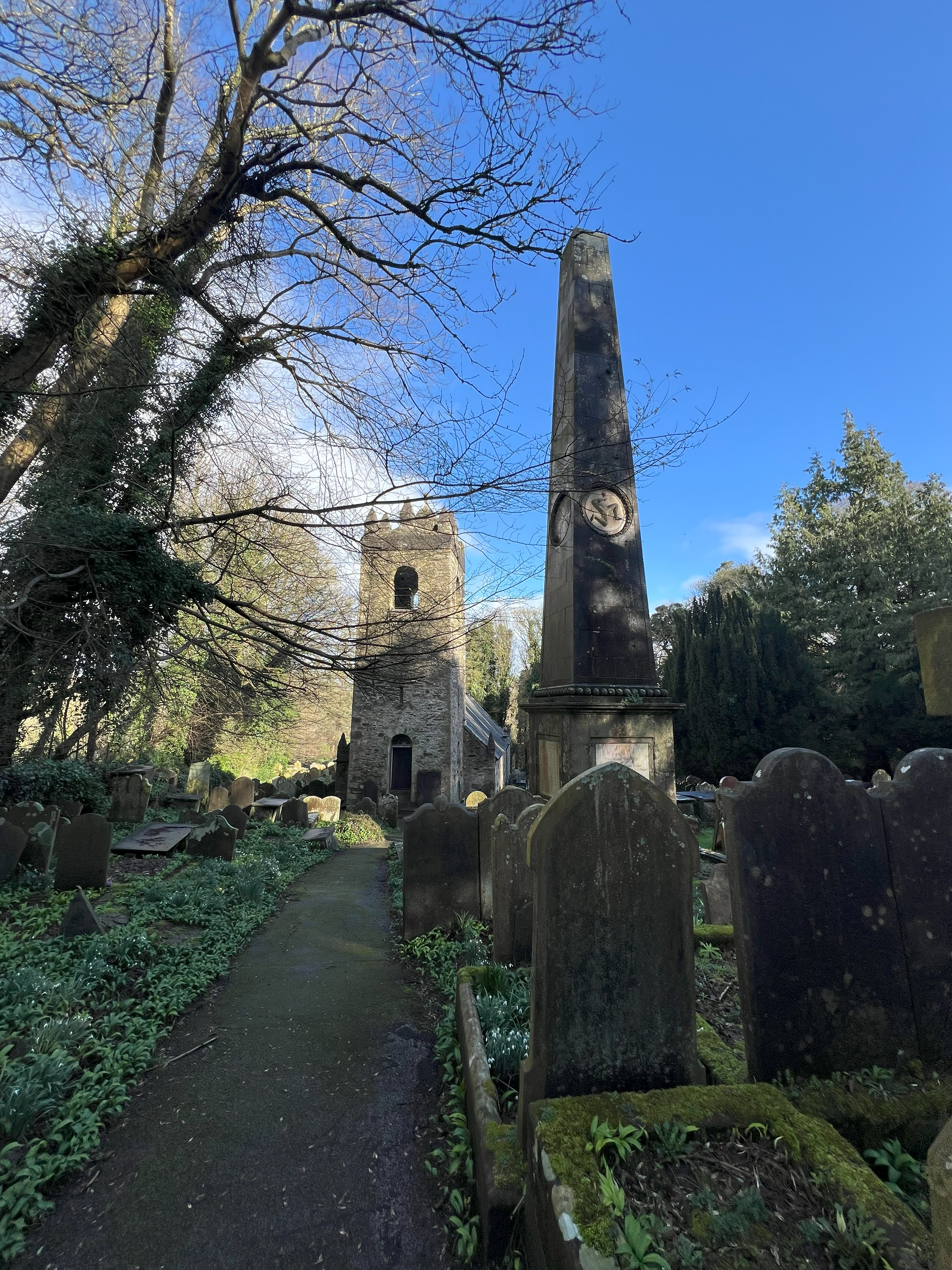
Begraafplaats met rechts de obelisk van het grafmonument van Henry Murray.
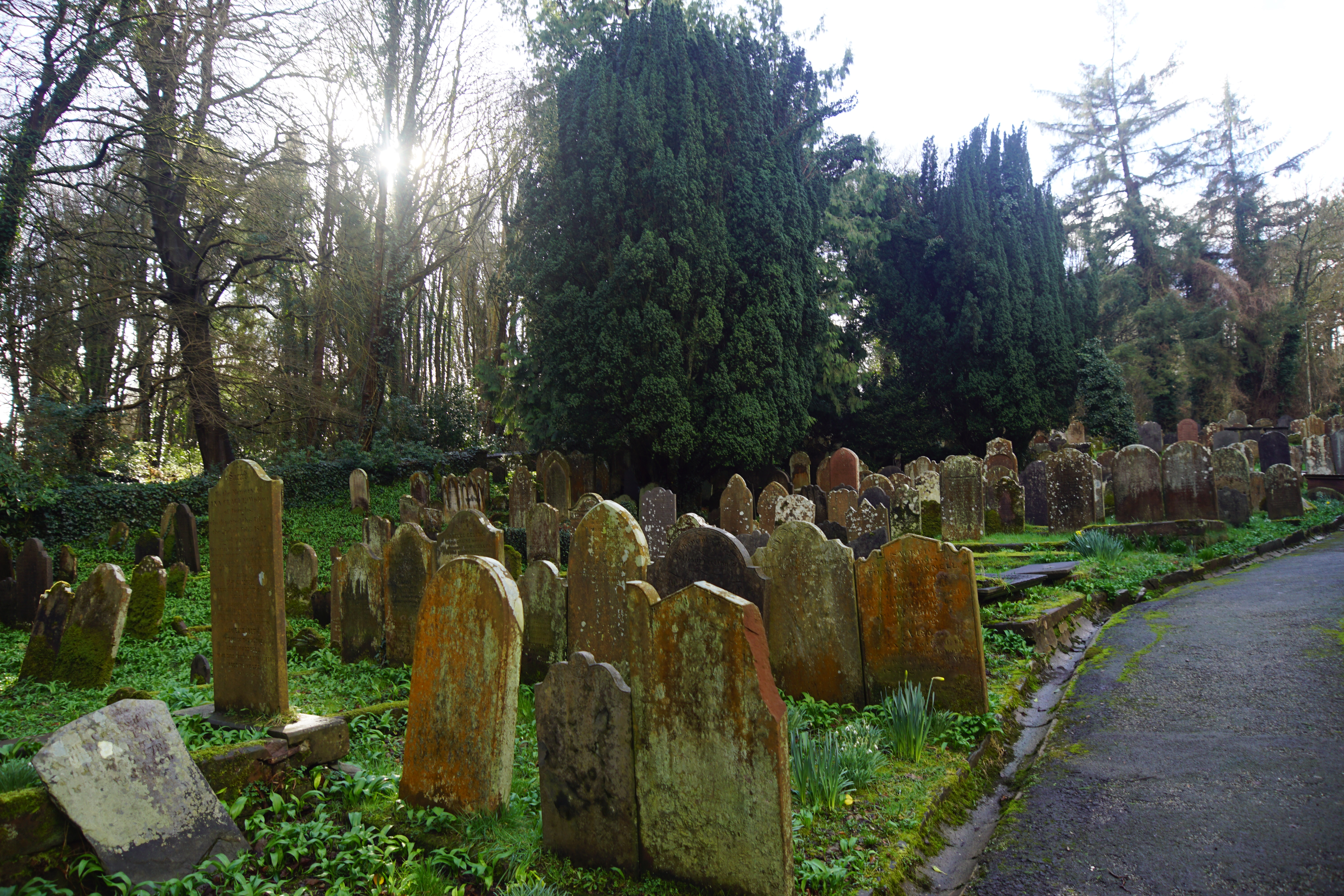
Begraafplaats.

### Kruisen
In de kerk bevindt zich in het schip een verzameling van Viking-grafkruisen uit de achtste, negende en tiende eeuw. Deze zijn alle gevonden in de parochie Braddan en voornamelijk op de begraafplaats. Anno 2024 worden er 10 kruisen tentoongesteld. Volgens de nummering van de Manx National Heritage gaat het om de nummers 63, 64, 65, 72, 78, 112, 135, 136, 138 en 146. 
De oudste van deze kruisen is nummer 65 die afkomstig van het quarterland Middle en wordt gedateerd te zijn uit de achtste of negende eeuw. De kruisen nummer 63 (rond 1900 gevonden in de westmuur van de toren), nummer 64 (rond 1856 ontdekt in een muur bij de kerk), nummer 72 (in ieder geval in 1841 tegen de muur van de kerk aan staand) stammen uit de negende eeuw. Deze laatste kan ook uit de vroege tiende eeuw zijn.
De kruisen met nummer 78 (in 1857 deel uitmakend van de poort naar het kerkhof), nummer 112 (tot 1857 in gebruik als de drempel van de kerkdeur), nummer 135 (in 1722 buiten de kerk staand nabij de zuidelijke kerkdeur), nummer 136 (tot midden de negentiende eeuw in gebruik als latei in de toren) en nummer 138 stammen uit de tiende eeuw. Het kruis met nummer 146 (gevonden in 1914 in een muur van het kerkhof) is wellicht van latere datum. Een aantal van deze kruisen hebben runen, te weten de nummers 112, 135, 136 en 138. Op de laatstgenoemde staat een deel van een tekst:Hrossketill verraadde het vertrouwen van zijn gezworen vriend....

#### Braddan Cross
Nummer 72 staat ook bekend als het Braddan Cross en is vergelijkbaar met nummer 73 die op de begraafplaats van Lonan Old Church staat en met nummer 74 uit Onchan Church. Deze kruisen zijn hoogstwaarschijnlijk door dezelfde beeldhouwer gemaakt. Het Braddan Cross is 1,7 meter hoog en 1 meter breed. Het kruis stond in een gat van een andere steen om het rechtop te houden. Het kruis toont de afbeelding van een kruis met een ring eromheen; de schacht en de achterzijde zijn niet versierd. De ringen zijn tussen de armen van het kruis versierd met vier op honden lijkende figuren. Op de bovenste deel van het kruis een een menselijk gezicht afgebeeld geflankeerd door beesten; wellicht een afbeelding van Daniël in de leeuwenkuil.

#### Thorleif's Cross
Nummer 135 staat ook bekend als Thorleif's Cross. Het kruis is tweeën gebroken geweest en gerepareerd. Het kruis is 1,5 meter hoog. Beide kanten zijn voorzien van lintvormige dieren die wellicht draken of slangen voorstellen. Dit is typisch voor de Mammen-beeldhouwstijl uit de late tiende eeuw. De runen zeggen: Thorleif richtte dit kruis op ter herinnering van Fiac, zijn zoon, Hafr's neef. Op de basis van het kruis staan  vermoedelijk later toegevoegde runen betekend 'Jezus'. Dit kruis is hoogstwaarschijnlijk gemaakt door dezelfde beeldhouwer als degene die nummer 136 maakte.

#### Odd's Cross
Nummer 136 staat ook bekend als Odd's Cross. Het bovenste deel van het kruis is afgebroken waardoor de hoogte van het kruis slechts 1 meter is. Het kruis is versierd met draakachtige wezens kenmerkend voor de Mammen-beeldhouwstijl. De runen zeggen: Oddr richtte dit kruis op ter herinnering aan Frakki. De tekst is incompleet, maar zou verder kunnen gaan als 'zijn vader maar Tho(rbjorn)...'. Dit kruis is hoogstwaarschijnlijk gemaakt door dezelfde beeldhouwer als degene die nummer 135 maakte.

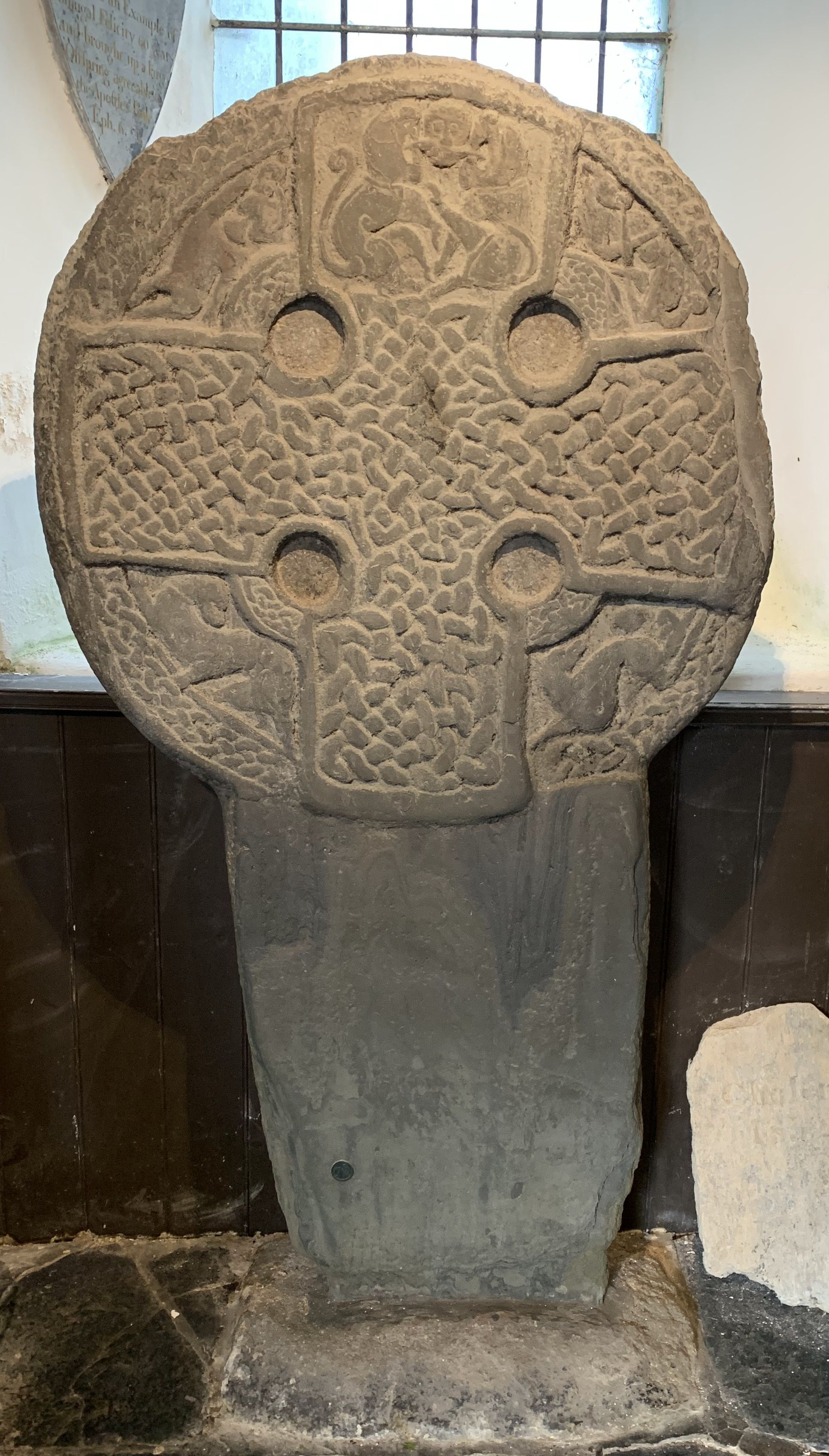
Braddan Cross
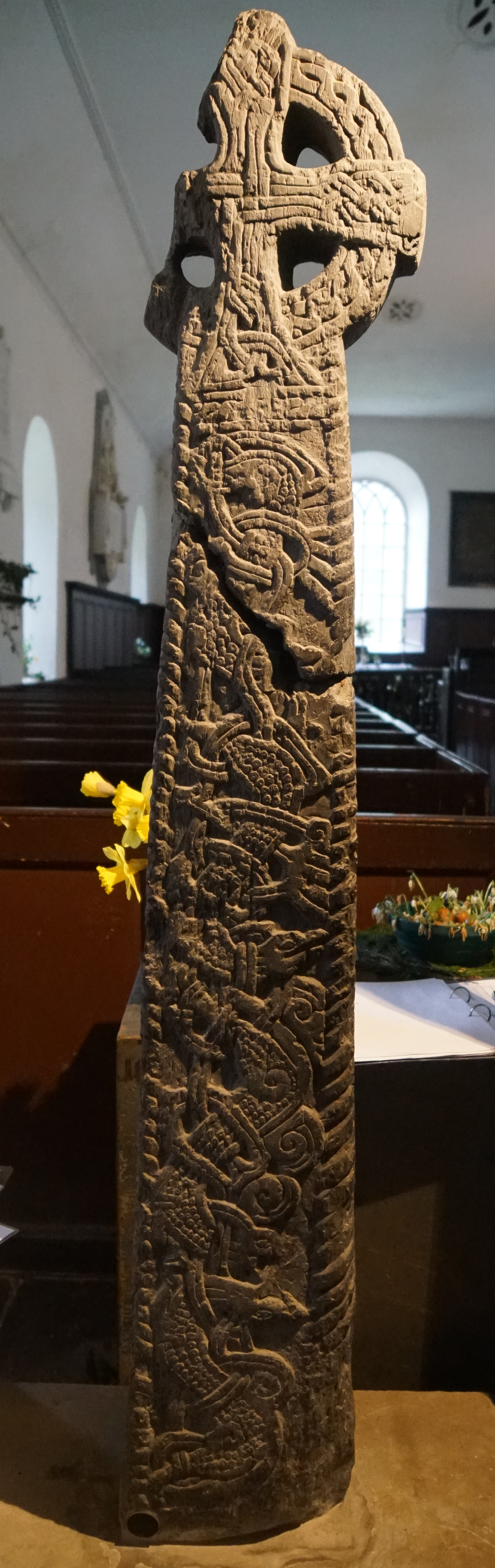
Thorleif's Cross
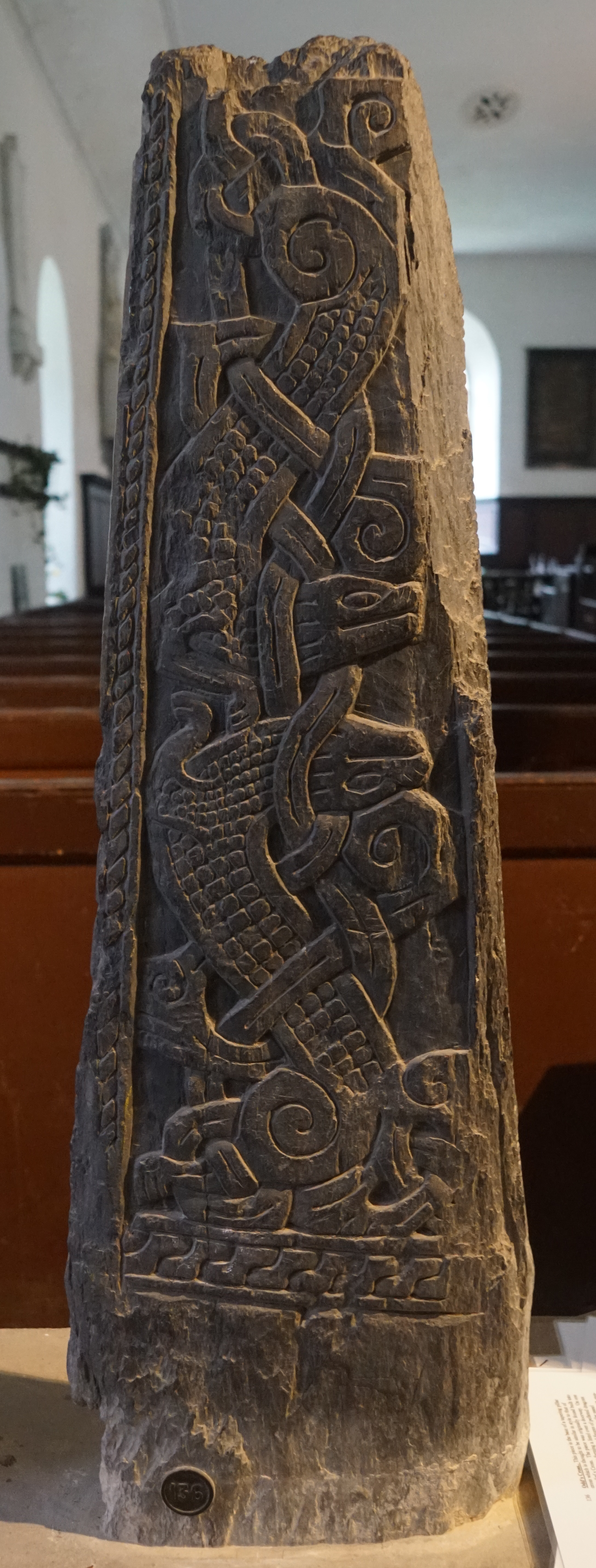
Odd's Cross